# Крестецький район
Крестецький район (рос. Крестецкий район) — муніципальне утворення у складі Новгородської області Росії. Адміністративний центр знаходиться в робітничому селищі Крестці .

## Географія
Площа території — 2790,63 км.
Крестецький район знаходиться в центрі Новгородської області.
Межує на заході з Новгородським районом і озером Ільмень, на півночі — з Маловішерським районом і річкою Мстою, на сході — з Окуловським та Валдайським районами, на півдні — з Дем'янським та Парфінським районами.
річки:
- Мста (межа району на півночі).
- Холова.
- Полометь.
- Мошня.

### Охорона природи
На території Крестецького району створено державний природний заказник «Усть-Волмський» біологічного (ботанічного) профілю, загальною площею 2,1 тис. га. Під охороною перебувають типові соснові бори як місця гніздування рідкісних птахів. На межі Новгородського, Крестецького і Парфінського районів державний природний заказник «Східноільменський» комплексного, зоологічного профілю, загальною площею 9,5 тис. га. Під охороною перебуває первинні й видозмінені широколистяні ліси, високобонітетні осинники, нижня частина берегової тераси озера Ільмень.
У 2000-х роках на території колишнього мисливського заказника, з метою збереження і відтворення чисельності окремих видів диких тварин та середовища їх проживання, на площі 9,6 тис. га було створено Крестецький державний біологічний природний заказник під контролем Комітету мисливського і рибного господарства Новгородської області. 2008 року Новгородською обласною думою з нього було знято охоронний статус.
На території Крестецького району створено 8 пам'яток природи загальною площею 3,4 тис. га, 4 комплексних, 3 ландшафтних, 1 геологічного, 4 гідрологічного, 3 ботанічного, 1 зоологічного і 2 геоморфологічного профілю.
| № | Назва                                        | Тип                                             | Площа (га) | Розташування                     | Створення                                      | Дата               | Характеристика | Фото |
| - | -------------------------------------------- | ----------------------------------------------- | ---------- | -------------------------------- | ---------------------------------------------- | ------------------ | --- | ---- |
| 1 | Озеро Гверстяниця з навколишніми ландшафтами | комплексна, гідрологічна, ботанічна, зоологічна | 781        | Крестецьке міське поселення      | Постанова Новгородської обласної думи № 409-ОД | 27 липня 1996 року | Ландшафтно-гідрологічний комплекс озера Гверстяниця, прилеглий каньйон струмка, урвистий берег Холови, разом із ботанічними і археологічними об'єктами. |      |
| 2 | Озерно-лісовий комплекс витоків Холови       | комплексна, ландшафтна, гідрологічна            | 1504,4     | Новорахінське сільське поселення | Постанова Новгородської обласної думи № 409-ОД | 27 липня 1996 року | Ландшафтно-гідрологічний комплекс. |      |
| 3 | Озова гряда                                  | геологічна, геоморфологічна                     | 115        | Ручаївське сільське поселення    | Постанова Новгородської обласної думи № 409-ОД | 27 липня 1996 року | Озове пасмо разом із рослинним покривом. |      |
| 4 | Раменські луки                               | комплексна, ландшафтна, ботанічна               | 122,8      | Ручаївське сільське поселення    | Постанова Новгородської обласної думи № 409-ОД | 27 липня 1996 року | Рослинні угруповання лук. |      |
| 5 | Святе Джерельце поблизу Ямської Слободи      | гідрологічна                                    | 0,95       | Крестецьке міське поселення      | Постанова Новгородської обласної думи № 409-ОД | 27 липня 1996 року | Джерело Святе Джерельце поблизу села Ямська Слобода. |      |
| 6 | Святе джерело біля річки Ветренка            | гідрологічна                                    | 0,8        | Усть-Волмське сільське поселення | Постанова Новгородської обласної думи № 409-ОД | 27 липня 1996 року | Джерело Святе джерело поблизу річки Ветренка. |      |
| 7 | Сосна балканська (румелійська)               | ботанічна                                       | 0,02       | Ручаївське сільське поселення    | Постанова Новгородської обласної думи № 409-ОД | 27 липня 1996 року | Два дерева сосни румелійської разом із навколишніми рослинними угрупованнями як цілісний біотоп рідкісних видів рослин.                                 |      |
| 8 | Урочище «Личенка»                            | комплексна, ландшафтна                          | 857        | Зайцевське сільське поселення    | Постанова Новгородської обласної думи № 409-ОД | 27 липня 1996 року | Мальовничий ландшафт урочища, форми рельєфу, багаторічні модринники, рідкісні види флори й фауни.                                                       |      |

## Муніципально-територіальний устрій
У складі муніципального району 1 міське і 4 сільські поселення, які об'єднують 137 населених пунктів, що перебувають на обліку (разом із залишеними).
| Муніципальне утворення           | Адмінцентр               | Кількість населених пунктів | Населення (осіб, 2017 рік) | Площа (км²) | Карта                                        |
| -------------------------------- | ------------------------ | --------------------------- | -------------------------- | ----------- | -------------------------------------------- |
| Крестецьке міське поселення      | робітниче селище Крестці | 10                          | 8377▼                      | 641,84      | Крестці Зайцево Нове Рахіно Ручаї Усть-Волма |
| Зайцевське сільське поселення    | село Зайцево             | 27                          | 620▼                       | 613,94      | Крестці Зайцево Нове Рахіно Ручаї Усть-Волма |
| Новорахінське сільське поселення | село Нове Рахіно         | 49                          | 1222▼                      | 530,22      | Крестці Зайцево Нове Рахіно Ручаї Усть-Волма |
| Ручаївське сільське поселення    | село Ручаї               | 20                          | 614▼                       | 279,06      | Крестці Зайцево Нове Рахіно Ручаї Усть-Волма |
| Устьволмське сільське поселення  | село Усть-Волма          | 31                          | 683▼                       | 725,57      | Крестці Зайцево Нове Рахіно Ручаї Усть-Волма |

Законом Новгородської області № 719-ОЗ від 30 березня 2010 року, який набрав чинності 12 квітня 2010 року, Локотське, Новорахінське і Сомьонське сільські поселення були об'єднані в єдине Новорахінське сільське поселення з адміністративним центром у селі Нове Рахіно; Вінське і Устьволмське сільські поселення були об'єднані в єдине Устьволмське сільське поселення з адміністративним центров в селі Усть-Волма.

## Економіка

### Гірництво
На території району ведеться відкрита розробка корисних копалин шляхоремонтними, будівельними і житлово-комунальними підприємствами (ТОВ «Новгород СУ-6», «Пески», «КРИСМа», «Развитие Плюс», АТ «Северо-Западное ПГО»), Крестецьким кар'єрним управлінням, фермерськими господарствами. Розробка ведеться відкритим способом на таких родовищах і в кар'єрах:
- Пісок будівельний: Далево-1 і Холова (поблизу села Холова), Далево-2 і Вєтренка-4 (поблизу села Вєтренка), Зарєчьє (поблизу села Зарєчьє), Вєтренка-1 і Вєтренка-2 (за 3,5 км на північний схід від села Вєтренка), Крутой Берег (поблизу села Крутой Берег).
- Піщано-гравійний матеріал (ПГМ, ПГС): Велика Нива і Кирютинський(поблизу села Велика Нива)[9].